# All the Lovers
"All the Lovers" je pop pjesma australske pjevačice Kylie Minogue. Objavljena je kao prvi singl s njenog jedanaestog studijskog albuma, Aphrodite, u lipnju 2010. godine u izdanju diskografske kuće Parlophone. Pjesmu "All the Lovers" napisali su engleski elektropop sastav Kish Mauve i bila je jedna od zadnjih pjesama snimljenih za album. Minogue ju je odabrala kao prvi singl pošto je za nju osjetila da odražava euforično raspoloženje albuma.  "All the Lovers" srednje je brza elektropop pjesma s istaknutim sintsajzerima, uspoređivana s Minogueinim singlom iz 2004. godine, "I Believe in You". Njene riječi poziv su na plesni podij u toku kojeg se prijašnje veze uspoređuju s onom od trenutnog partnera. "All the Lovers" je primila pozitivne recenzije od glazbenih recenzenata, koji su pohvalili njenu prirodu plesne himne i smatrali ju kao klasičan Minoguein singl.
Pjesma je postigla komercijalni uspjeh, najviše u Europi, gdje je dospjela na mjesta između prvih deset na ljestvicama u državama poput Njemačke, Irske i Italije, a između pet prvih mjesta dospjela je u Francuskoj, Slovačkoj i Ujedinjenom Kraljevstvu. U Americi njeni remiksevi bili su hit na plesnim podijima, što joj je donijelo prvo mjesto na top ljestvici Billboard Hot Dance Club Play. Promotivni spot prikazuje Minogue na vrhu gomile ljudi koji nose bijelo donje rublje, okruženi bijelim lebdećim objektima. Minogue je objasnila da je spot opis njenog pogleda na seksualnost i putenost. Dobio je pozitivne komentare, kritičari su pohvalili njegovu estetiku i slikovitost. Minogue je izvela  "All the Lovers" na mnogim promotivnim nastupima, uključujući onaj u finalu pete sezone Njemačkog Top Modela.

## O pjesmi

### Pozadina i objavljivanje
Skladbu su napisali Kish Mauve blizu završetka snimanja albuma, a producirao ju je Stuart Price. Kish Mauve napisali su i producirali i pjesmu "2 Hearts", koja je bila debitanski singl s Minogueinog prethodnog albuma, X.
"All the Lovers" najavljena je 20. travnja 2010. kratkim isječkom postavljenim na Minogueinu službenu stranicu. Izazvala je kratak pad stranice zbog prevelike posjećenosti. Službena premijera pjesme bila je 14. svibnja 2010. godine. Digitalno preuzimanje dozvoljeno je od 13. lipnja, a pjesma je objavljena na CD singlu 28. lipnja 2010. godine.

### Tema pjesme
Pjesma počinje s Minogueinim tihim stihovima: "Pleši, to je sve što želim raditi", tj. u prvoj strofi ona poziva svog partnera na ples. Kaže da je ona na vatri. U drugoj strofi kaže da boli kad se on previše približi, kad je ljubav previše dobra, samo želiš više "čak i kad te do odvede u vatru". Zatim nastupa refren, koji ima sporiju melodiju od prve dvije strofe, u kojem Minogue navodi kako svi ljubavnici koje je imala prije ne uspoređuju se s njezinim sadašnjim partnerom. U trećoj strofi partnera navodi da osjeti da je ona stvarna, da je sve to nešto više. U četvrtoj strofi navodi ga da diše, jer to je sve što ona treba, ona će ga odvesti na više mjesto. Onda se ponavlja refren, zatim Minogue šapatom ponavlja prve stihove, potom nastupa prijelaz, koji se sastoji od melodije koja se mogla čuti 20. travnja na kratkom isječku na YouTube-u. Na kraju pjesme opet se čuje refren.

## Kritički osvrt

### Digital Spy
Digital Spy opisao je pjesmu kao "lijepu plesnu i opuštajuću elegantnu elektro-disko-pop melodiju - drugim riječima - pravi Kylien singl".

### Attitude
Časopis Attitude rekao je:
»To je najbolja stvar koju smo ikad čuli. Plesat ćete. Plakat ćete. Plakat ćete dok plešete.«

### Popjustice
Popjustice nazvao je pjesmu "pjesmom dana" 14. svibnja 2010. i rekao:
»Uz to što je pjesma za stampeda plesnog podija od sad pa do kraja vremena, "All the Lovers" je također zvuk milijuna Kylienih obožavatelja kako dišu zajedno uzdahe oslobođenja. Odrasla je, ali slobodna, bombastična dok je delikantna, trijezna u duhu i pijana u ljubavi. [...] Jako je teško ne poslušati ovu pjesmu ponovno.«

### Entertainment Weekly
Entertainment Weekly opisao je singl:
»[...] nije potpuno jasno da je All the Lovers [...] u potpunosti dance pjesma, ako govorimo o glazbi. Bez obzira na Minogueine promjene u tekstu, pjesmin zvuk je manje u liniji s gorućim robo-ritmovima njenog hita iz 2007. godine Speakerphone uz dream pop od I Believe in You iz 2004. godine. Prijevod za neMinoguefile je ovdje: [...] Ima ovisan rast, te poznate tihe vokale i klimaks uzdisaja, zapetljane zvuke sintajzera koji bi mogli biti savršen glavni soundtrack za igru Atari od Studia 54. Plesni podij može čekati; prezauzeti smo zbog uživanja u ovome da se ustanemo.«

### The Village Voice
Rob Harvilla iz The Village Voice dao je pozitivnu recenziju riječima: 
»Kylie u svom najboljem izdanju s neznatnim elementom prijetnje (2 Hearts, kaže) i ovo nije točno uslovljeno, ali ako se 55 minuta vrtite, ovo će vas ohrabriti do vrha. «

### Yahoo! Music UK
Yahoo! Music UK za singl je rekao:
»Ovo izgleda drugačije na Planetu Pop otkad je Kylie Minogue zadnji put zastala na mjestu, ali All the Lovers ima baš pravi miks sjajnog stila i syntha euforije 1980-tih da sugerira da je svjetska dominacije Lady Gage uskoro gotova.«

## Popis pjesama
| - Međunarodni CD singl 1. "All the Lovers" 2. "Go Hard or Go Home" (Lucas Secon, Damon Sharpe, Thomas Sardorf, Daniel Davidsen, Mich Hansen) - Europski i australski CD singl 1. "All the Lovers" 2. "All the Lovers" (WAWA & MMB Anthem Remix) 3. "All the Lovers" (Michael Woods Remix) 4. "All the Lovers" (XXXchange Remix) 5. "All the Lovers" (spot) | - 7" vinil 1. "All the Lovers" 2. "Los Amores" |

## Videospot
Spot za pjesmu snimljen je između 8. i 9. svibnja u Los Angelesu u ulici Grand Avenue po redateljskom palicom Josepha Kahna. 25. svibnja 2010. godine diskografska kuća Parlophone objavila je jedan najavni isječak iz spota. 1. lipnja 2010. godine u ponoć i jednu minutu GMT desila se premijera spota na nekoliko internetskih stranica i na YouTubeu. Prve scene spota su prolijevanje kave po ekranu, ljudi koji se skidaju i ljube na ulici. Neki od njih udružuju se i nose Minogue na svojim rukama. Minogue je odjevena u bijelu majicu neobičnog izreza, crni body i futurističke čizme. Pojavljuju se životinje poput bijelog konja i bijelih golubova koji prolaze kroz tu skupinu. Puštaju se veliki bijeli baloni, jedan u obliku slona. Onda se prikazuje Minogue i ljudi koji je nose izbliza, kamera se potpuno približava njenom licu. Zatim nastupa usporena scena bijelog konja kako trči koja se miješa sa scenama Minogue na rukama ljudi, onda se svi skupe u veliku ljudsku piramidu na čijem je vrhu Minogue. Slična piramida napravljena je prije u jednoj reklami za Coca-Colu. Na kraju Minogue pušta nekoliko bijelih golubova.

## Top ljestvice
| Top ljestvica (2010.)     | Najviša pozicija |
| ------------------------- | ---------------- |
| Australija                | 13               |
| Austrija                  | 5                |
| Belgija (Flandrija)       | 10               |
| Belgija (Valonija)        | 8                |
| Češka                     | 18               |
| Europa                    | 4                |
| Francuska                 | 3                |
| Irska                     | 6                |
| Italija                   | 6                |
| Japan                     | 11               |
| Kanada                    | 72               |
| Koreja                    | 39               |
| Mađarska                  | 2                |
| Nizozemska                | 61               |
| Njemačka                  | 10               |
| Rusija                    | 14               |
| Rumunjska                 | 27               |
| Slovačka (airplay)        | 4                |
| Španjolska                | 29               |
| Švedska                   | 33               |
| Švicarska                 | 6                |
| Ujedinjeno Kraljevstvo    | 3                |
| Ukrajina (airplay)        | 7                |
| SAD Dance Club Play Songs | 1                |

| Država                 | Certifikacija |
| ---------------------- | ------------- |
| Ujedinjeno Kraljevstvo | srebrna       |

## Povijest objavljivanja
| Regija                 | Datum               | Format                       |
| ---------------------- | ------------------- | ---------------------------- |
| Njemačka               | 11. lipnja 2010.    | CD singl, digitalni download |
| Austrija               | 11. lipnja 2010.    | CD singl, digitalni download |
| Švicarska              | 11. lipnja 2010.    | CD singl, digitalni download |
| Australija             | 11. lipnja 2010.    | digitalni download           |
| Ujedinjeno Kraljevstvo | 13. lipnja 2010.    | digitalni download           |
| Ujedinjeno Kraljevstvo | 28. lipnja 2010.    | CD singl                     |
| Ujedinjeno Kraljevstvo | 28. lipnja 2010.    | 7" singl                     |
| Ujedinjeno Kraljevstvo | 28. lipnja 2010.    | digitalna kolekcija          |
| Meksiko                | 15. lipnja 2010.    | digitalni download           |
| SAD                    | 15. lipnja 2010.    | digitalni download           |
| Australija             |                     |                              |
| 25. lipnja 2010.       | CD singl            |                              |
| 25. lipnja 2010.       | digitalna kolekcija |                              |
| Francuska              | 27. lipnja 2010.    | digitalni download           |
| Španjolska             |                     |                              |
| 15. lipnja 2010.       | digitalni download  |                              |
| 29. lipnja 2010.       | CD singl            |                              |
| 29. lipnja 2010.       | digitalna kolekcija |                              |

## Impresum
- Jim Eliot – tekstopisac
- Mima Stilwell – tekstopisac
- Jim Eliot – producent
- Mima Stilwell – pozadinski vokali
- Jim Eliot – glasovir, klavijature, programiranje basa i bubnjeva
- Stuart Price – dodatna produkcija, mikseta
- Dave Emery – pomoćnik na mikseti

Izvor: